# Salomo II. von Konstanz
Salomo II. von Konstanz (* vor 876; † 23. Dezember 889) war von 875/76 bis 889 Bischof von Konstanz.

## Leben
Salomo war ein Neffe Bischof Salomos I. Er wurde vermutlich von dem späteren Erzbischof von Mainz Liutbert erzogen. Er wurde vermutlich Ende 875 zum Bischof von Konstanz gewählt, erstmals erwähnt wurde er 876 in einer Urkunde Karls III. Salomo ist schon zu Beginn seiner Amtszeit in der Umgebung Ludwigs des Deutschen nachweisbar. Er war häufig im Dienste des Königs tätig, so reiste er beispielsweise 876/77 876/77 im Auftrage Karls III. ins Kloster Luxeuil. Er war 876 als Legat des Kaisers tätig und gehörte wahrscheinlich der Hofkapelle König Arnulfs an. Seine besondere Fürsorge galt dem Kloster Rheinau, für das Jahr 877 ist eine Visitationsreise durch sein Bistum belegt. Im Formelbuch Notker des Stammlers sind 17 Briefe Salomos aus dem Zeitraum von 876 bis 878 überliefert. Nach seinem Tode folgte ihm sein Verwandter Salomo III. auf dem Bischofsstuhl zu Konstanz.